# 雲嶺
雲嶺（うんれい）とは、中国西南部を横断する山脈である。この山脈は、横断山脈に属する山脈の中でも最も幅が広く、最も面積が広く分布している山脈である。世界遺産三江併流の構成資産に含まれる。

## 概要
北部は四川省とチベット自治区にあり、2つの緩やかな高原でできている。その間に金沙江が流れている。
西側の山地を芒康山、東側の山地を沙魯里山と呼び、山体は迪慶西蔵族自治州北部から雲南省に入っているので両列を合わせて「雲嶺」と呼ぶ。
雲南省徳欽県東南部から山脈は3列に分かれており、西側に瀾滄江、東側に支巴洛河、臘普河渓谷がある。北は幅が狭く南に下るほど幅が広くなっている。このあたりの地層は主に中生代にできた紅色をした岩で構成された地層でできている。
この山地の標高は3000メートル前後で、最高峰は白馬雪山の標高5429mで、清水郎山、雪盤山などの有名な山がある。また、如雲龍ダム、蘭坪ダム、維西ダムなどの堰堤がある。
北に分岐する金沙河渓谷は、南に向かって剣川の広い谷を経て玉龍納西族自治県石鼓鎮、大理付近まで麗江地区西部および、大理白族自治州中西部の山地で、地層は古生代、中生代にできた紅色の岩の地層でできている。
山地の標高は北部4500m前後、南部で標高3000m前後になっている。最高峰は、察里雪山の標高5534mで甲午雪山、老君山、羅坪山、点蒼山などの有名な山がある。
また、石鼓ダム、洱源ダム、剣川ダムなどの堰堤がある。
東の山地は古生代の変成岩、中生代の石灰岩などの岩石で構成されている。
山地の標高は、北部で標高4000m以上の山々が連なっており、南部では次第に標高が下がっていく。
この山地の最高峰は、玉龍雪山の標高5596m）で哈巴雪山、玉龍雪山、綿綿山などの有名な山がある。
また、寧蒗ダム、永寧ダムなどの堰堤がある。
山頂部の起伏は緩やかで石灰岩が分布しており、カルスト台地がある。
金沙江は山地内にある「Ｎ」字型をした地形を経て流れる。
雲嶺は、巍山県、弥渡県以南になると標高3000mより低くなる。この一帯の山地を雲嶺と呼んでいる。雲嶺は脈が2列から構成されており、東は哀牢山、西は無量山からなる。また、瀾滄江と金沙江の分水嶺でもある。

## 標高
北部は標高が高く、南部の標高が低いのが特徴。北部の山地は平均標高約5000m峰の山が多く、白馬雪山、甲午雪山、察里雪山、哈巴雪山、玉龍雪山などの有名な山々が連なる。
南部の山地は、高度が低く標高4500m以下の山が多く、老君山、点蒼山、雪邦山などの有名な山々が連なる。

## 気候
北部と南部では気候や棲息している動植物が異なる。北部の山頂部は暖温帯、温帯、または冷帯である。河谷は、中亜熱帯、北亜熱帯である。
南部の気候は、熱帯モンスーン気候と亜熱帯気候で、常緑広葉樹林である。谷地は北熱帯モンスーン気候と熱帯雨林気候である。

## その他
この地域は、中国国家級自然保護区にあり、動植物が豊かで白馬雪山、蒼山、洱海、哀牢山、無量山が含まれている。